# Massimiliano Alvini
Massimiliano Alvini (Fucecchio, 20 aprile 1970) è un allenatore di calcio ed ex calciatore italiano, di ruolo centrocampista, tecnico del Frosinone.

## Caratteristiche tecniche

### Giocatore
Ha giocato prevalentemente centrocampista sulla fascia sinistra, schierato anche come terzino. Non era dotato di una grande tecnica ma compensava il tutto con una buona velocità, una buona confidenza col gol e tanta grinta.

### Allenatore
Predilige l'utilizzo del 3-4-1-2, con un calcio prettamente offensivo e molto votato all'attacco. La difesa rimane sempre alta in modo da aggredire la squadra avversaria nella sua trequarti, favorendo le ripartenze degli esterni, dei quali sfrutta al massimo la velocità; il trequartista funge alla fine da terzo attaccante che dà supporto alla manovra offensiva delle due punte (entrambe ben strutturate fisicamente), di cui una superiore sul piano tecnico e atletico. I centrocampisti arretrano, dando una mano alla fase difensiva, per poi avanzare in quella offensiva. Questo suo gioco spregiudicato ha ottenuto risultati molto positivi sia a Reggio Emilia che a Perugia. Alla Cremonese ha avuto difficoltà con una rosa poco esperta, che anche con chi l'ha sostituito non è riuscita a salvarsi. Nell'esperienza allo Spezia si trova a giocare in trasferta le prime 8 giornate di campionato, visto che le prime quattro gare interne verranno disputate allo stadio Dino Manuzzi di Cesena, cioè a 302 km da La Spezia. Soltanto il 25 ottobre arriverà l'ok della Commissione Criteri Infrastrutturali e Sportivi-Organizzativi della FIGC, che permetterà allo Spezia di poter giocare la prima gara stagionale al "Picco"(sebbene ancora privo di tutti i posti del settore tribuna).

## Carriera

### Giocatore
Originario di Fucecchio, la sua breve carriera da giocatore si divide tra qualche stagione disputata nel Firenze Ovest ed è continuata con la maglia del Signa, squadra toscana, con cui gioca dal 1993 al 2000, quando si ritira a causa di un grave infortunio al ginocchio che lo costringe al ritiro all'età di 30 anni.

### Allenatore

#### Gli inizi: Signa e Quarrata
Dopo aver concluso la sua esperienza come giocatore nel Signa, ne diventa dapprima allenatore degli juniores nel 2000, quindi l'anno successivo assume la guida della prima squadra, impegnata nel campionato di Promozione. Nella stagione successiva la squadra è in Eccellenza, quindi nel 2003 passa al Quarrata, sempre in Eccellenza. 
Torna al Signa l'anno successivo, guidandolo per due stagioni in Promozione. Nel 2005 fa ancora ritorno al Quarrata, in Promozione, vincendo il campionato e rimanendo sulla panchina pure per la successiva stagione in Eccellenza.
Nel frattempo alterna l'attività di allenatore a quella di rappresentante di calzature, in società col fratello.

#### Tuttocuoio
Nel 2008 diventa l'allenatore del Tuttocuoio, in Promozione, vincendo due campionati consecutivi e dunque portando la squadra in Serie D. Al decimo anno di carriera di allenatore debutta quindi sulla panchina di una squadra dell'allora quinto livello del campionato italiano. Nella stagione 2012-2013, al terzo anno in Serie D, vince il campionato e la Coppa Italia di Serie D, conquistando l'accesso alla Lega Pro Seconda Divisione, allora quarto livello della piramide calcistica italiana e l'ultimo professionistico.
Il suo ultimo anno alla guida del Tuttocuoio, il settimo, è il 2014-2015, quando la squadra viene ammessa alla Lega Pro unica dopo la riforma dei campionati, guidando dunque per la prima volta una squadra della terza serie.

#### Pistoiese e AlbinoLeffe
Nell'estate del 2015 viene chiamato a guidare la Pistoiese, restando in Lega Pro; viene esonerato dopo trenta giornate.
Per l'annata successiva firma con l'AlbinoLeffe in Serie C, dove ottiene un nono e un quinto posto nelle prime due stagioni, venendo esonerato nel mese di novembre durante la sua terza stagione consecutiva sulla panchina seriana.

#### Reggiana
Nel 2019 passa ad allenare la Reggiana in Serie C, con la quale ottiene la promozione in Serie B dopo aver vinto i play-off di categoria, riportando così gli emiliani in cadetteria dopo 21 anni. A fine anno vince la Panchina d'Oro di Serie C come miglior allenatore.
In Serie B, in cui Alvini allena per la prima volta dopo vent'anni di carriera, la stagione dei granata è caratterizzata da alti e bassi e alla fine culmina con la retrocessione. Il 22 maggio 2021 interrompe il proprio rapporto con la società emiliana.

#### Perugia
Il 16 giugno 2021 sottoscrive un contratto biennale con il Perugia, neopromosso in Serie B, prendendo il posto di Fabio Caserta. La squadra umbra si piazza ottava nella stagione regolare a pari punti con il Frosinone qualificandosi ai play-off per gli scontri diretti a favore grazie alla vittoria decisiva contro il Monza e alla concomitante sconfitta dei ciociari all’ultima giornata in casa contro il Pisa. Nel primo turno di play-off, il 14 maggio 2022, il Perugia viene eliminato dal Brescia che lo sconfigge 3-2 ai tempi supplementari. L'8 giugno 2022 risolve il contratto con la società umbra.

#### Cremonese
Il giorno successivo alla risoluzione con il Grifo, viene nominato nuovo tecnico della Cremonese, club neopromosso in Serie A, con cui firma un contratto biennale. Il 14 gennaio 2023, dopo aver collezionato solamente 7 pareggi e 11 sconfitte in 18 partite, viene sollevato dall'incarico, dopo la sconfitta interna contro il Monza e con la squadra all'ultimo posto in classifica.
Il 4 luglio 2023 rescinde il proprio contratto con il club lombardo.

#### Spezia
Il 6 luglio 2023 firma un contratto annuale con lo Spezia, con opzione o prolungamento automatico in caso di promozione. Il 15 novembre successivo, con la squadra al terzultimo posto e 10 punti raccolti nelle prime 13 giornate di Serie B, viene sollevato dall'incarico insieme a tutto il suo staff.

#### Cosenza
Il 20 giugno 2024 viene annunciato il suo ingaggio come nuovo allenatore del Cosenza, con cui sigla un contratto biennale. Viene esonerato il 26 febbraio 2025 con la squadra cosentina all'ultimo posto in classifica con 21 punti dopo 27 giornate. Dopo poco più di un mese, il 30 marzo viene richiamato dal Cosenza, con la squadra rossoblù ancora all'ultimo posto in classifica. La retrocessione matematica arriva il 4 maggio con la sconfitta contro il Südtirol a due giornate dal termine e termina la stagione da ultimo con 30 punti. Il 2 luglio 2025 risolve il proprio contratto con la società calabrese.

#### Frosinone
Il 2 luglio 2025, poche ore dopo aver risolto il contratto con il Cosenza, viene annunciato come nuovo allenatore del Frosinone, in Serie B.

## Statistiche

### Statistiche da allenatore
Statistiche aggiornate al 13 maggio 2025. In grassetto le competizioni vinte.
| Stagione           | Squadra            | Campionato         | Campionato | Campionato | Campionato | Campionato | Coppe nazionali | Coppe nazionali | Coppe nazionali | Coppe nazionali | Coppe nazionali | Coppe continentali | Coppe continentali | Coppe continentali | Coppe continentali | Coppe continentali | Altre coppe | Altre coppe | Altre coppe | Altre coppe | Altre coppe | Totale | Totale | Totale | Totale | % Vittorie | Piazzamento              |
| Stagione           | Squadra            | Comp               | G          | V          | N          | P          | Comp            | G               | V               | N               | P               | Comp               | G                  | V                  | N                  | P                  | Comp        | G           | V           | N           | P           | G      | V      | N      | P      | %          | Piazzamento              |
| ------------------ | ------------------ | ------------------ | ---------- | ---------- | ---------- | ---------- | --------------- | --------------- | --------------- | --------------- | --------------- | ------------------ | ------------------ | ------------------ | ------------------ | ------------------ | ----------- | ----------- | ----------- | ----------- | ----------- | ------ | ------ | ------ | ------ | ---------- | ------------------------ |
| 2001-2002          | Signa              | Prom.              | 30+2       | 17+0       | 4+1        | 9+1        | -               | -               | -               | -               | -               | -                  | -                  | -                  | -                  | -                  | -           | -           | -           | -           | -           | 32     | 17     | 5      | 10     | 53,13      | 2º (prom.)               |
| 2002-2003          | Signa              | Ecc.               | 30+2       | 6+0        | 10+2       | 14+0       | CI-DT           | ?               | ?               | ?               | ?               | -                  | -                  | -                  | -                  | -                  | -           | -           | -           | -           | -           | 32     | 6      | 12     | 14     | 18,75      | 14º (retr.)              |
| 2003-2004          | Quarrata           | Ecc.               | 32+3       | 13+1       | 12+0       | 7+2        | CI-DT           | ?               | ?               | ?               | ?               | -                  | -                  | -                  | -                  | -                  | -           | -           | -           | -           | -           | 30     | 18     | 8      | 4      | 60,00      | 5º                       |
| 2004-2005          | Signa              | Prom.              | 30         | 14         | 10         | 6          | -               | -               | -               | -               | -               | -                  | -                  | -                  | -                  | -                  | -           | -           | -           | -           | -           | 30     | 14     | 10     | 6      | 46,67      | 3º                       |
| 2005-2006          | Signa              | Prom.              | 30         | 9          | 12         | 9          | -               | -               | -               | -               | -               | -                  | -                  | -                  | -                  | -                  | -           | -           | -           | -           | -           | 30     | 9      | 12     | 9      | 30,00      | 7º                       |
| Totale Signa       | Totale Signa       | Totale Signa       | 124        | 46         | 39         | 39         |                 | -               | -               | -               | -               |                    | -                  | -                  | -                  | -                  |             | -           | -           | -           | -           | 124    | 46     | 39     | 39     | 37,10      |                          |
| 2006-2007          | Quarrata           | Prom.              | 30         | 18         | 8          | 4          | -               | -               | -               | -               | -               | -                  | -                  | -                  | -                  | -                  | -           | -           | -           | -           | -           | 30     | 18     | 8      | 4      | 60,00      | 1º (prom.)               |
| ago.-ott. 2007     | Quarrata           | Ecc.               | 10         | 2          | 2          | 6          | CI-DT           | 2               | 0               | 0               | 2               | -                  | -                  | -                  | -                  | -                  | -           | -           | -           | -           | -           | 12     | 2      | 2      | 8      | 16,67      | Eson.                    |
| Totale Quarrata    | Totale Quarrata    | Totale Quarrata    | 75         | 34         | 22         | 19         |                 | 2               | 0               | 0               | 2               |                    | -                  | -                  | -                  | -                  |             | -           | -           | -           | -           | 77     | 34     | 22     | 21     | 44,16      |                          |
| 2008-2009          | Tuttocuoio         | Prom.              | 30         | 17         | 8          | 5          | -               | -               | -               | -               | -               | -                  | -                  | -                  | -                  | -                  | -           | -           | -           | -           | -           | 30     | 17     | 8      | 5      | 56,67      | 1º (prom.)               |
| 2009-2010          | Tuttocuoio         | Ecc.               | 30         | 16         | 11         | 3          | CI-DT+CI-Dil.   | 6+7             | 5+5             | 1+1             | 0+1             | -                  | -                  | -                  | -                  | -                  | -           | -           | -           | -           | -           | 43     | 26     | 13     | 4      | 60,47      | 1º (prom.)               |
| 2010-2011          | Tuttocuoio         | D                  | 34         | 11         | 13         | 10         | CI-D            | 2               | 0               | 1               | 1               | -                  | -                  | -                  | -                  | -                  | -           | -           | -           | -           | -           | 36     | 11     | 14     | 11     | 30,56      | 11º                      |
| 2011-2012          | Tuttocuoio         | D                  | 38         | 13         | 13         | 12         | CI-D            | 1               | 0               | 0               | 1               | -                  | -                  | -                  | -                  | -                  | -           | -           | -           | -           | -           | 39     | 13     | 13     | 13     | 33,33      | 10º                      |
| 2012-2013          | Tuttocuoio         | D                  | 34+3       | 21+2       | 7+0        | 6+1        | CI-D            | 2               | 1               | 0               | 1               | -                  | -                  | -                  | -                  | -                  | -           | -           | -           | -           | -           | 39     | 24     | 7      | 8      | 61,54      | 1º (prom.)               |
| 2013-2014          | Tuttocuoio         | 2D                 | 34+4       | 11+1       | 11+3       | 12+0       | CI-LP           | 2               | 0               | 0               | 2               | -                  | -                  | -                  | -                  | -                  | -           | -           | -           | -           | -           | 40     | 12     | 14     | 14     | 30,00      | 10º                      |
| 2014-2015          | Tuttocuoio         | LP                 | 38         | 13         | 11         | 14         | CI-LP           | 2               | 1               | 0               | 1               | -                  | -                  | -                  | -                  | -                  | -           | -           | -           | -           | -           | 40     | 14     | 11     | 15     | 35,00      | 8º                       |
| Totale Tuttocuoio  | Totale Tuttocuoio  | Totale Tuttocuoio  | 245        | 105        | 77         | 63         |                 | 22              | 12              | 3               | 7               |                    | -                  | -                  | -                  | -                  |             | -           | -           | -           | -           | 267    | 117    | 80     | 70     | 43,82      |                          |
| 2015-apr. 2016     | Pistoiese          | LP                 | 30         | 6          | 12         | 12         | CI-LP           | 3               | 1               | 0               | 2               | -                  | -                  | -                  | -                  | -                  | -           | -           | -           | -           | -           | 33     | 7      | 12     | 14     | 21,21      | Eson.                    |
| 2016-2017          | AlbinoLeffe        | LP                 | 38+3       | 12+1       | 16+1       | 10+1       | CI-LP           | 2               | 1               | 1               | 0               | -                  | -                  | -                  | -                  | -                  | -           | -           | -           | -           | -           | 43     | 14     | 18     | 11     | 32,56      | 9º                       |
| 2017-2018          | AlbinoLeffe        | C                  | 34+2       | 13         | 10+1       | 11+1       | CI+CI-C         | 2+3             | 1+2             | 0+1             | 1+0             | -                  | -                  | -                  | -                  | -                  | -           | -           | -           | -           | -           | 41     | 16     | 12     | 13     | 39,02      | 5º                       |
| ago.-nov. 2018     | AlbinoLeffe        | C                  | 12         | 1          | 7          | 4          | CI+CI-C         | 1+1             | 0+0             | 0+1             | 1+0             | -                  | -                  | -                  | -                  | -                  | -           | -           | -           | -           | -           | 14     | 1      | 8      | 5      | &7,14      | Eson.                    |
| Totale AlbinoLeffe | Totale AlbinoLeffe | Totale AlbinoLeffe | 89         | 27         | 35         | 27         |                 | 9               | 4               | 3               | 2               |                    | -                  | -                  | -                  | -                  |             | -           | -           | -           | -           | 98     | 31     | 38     | 29     | 31,63      |                          |
| 2019-2020          | Reggiana           | C                  | 27+3       | 15+2       | 10+1       | 2+0        | CI-C            | 2               | 1               | 1               | 0               | -                  | -                  | -                  | -                  | -                  | -           | -           | -           | -           | -           | 32     | 18     | 12     | 2      | 56,25      | 2º (prom.)               |
| 2020-2021          | Reggiana           | B                  | 38         | 9          | 7          | 22         | CI              | 1               | 0               | 0               | 1               | -                  | -                  | -                  | -                  | -                  | -           | -           | -           | -           | -           | 39     | 9      | 7      | 23     | 23,08      | 18º (retr.)              |
| Totale Reggiana    | Totale Reggiana    | Totale Reggiana    | 68         | 26         | 18         | 24         |                 | 3               | 1               | 1               | 1               |                    | -                  | -                  | -                  | -                  |             | -           | -           | -           | -           | 71     | 27     | 19     | 25     | 38,03      |                          |
| 2021-2022          | Perugia            | B                  | 38+1       | 14         | 16         | 8+1        | CI              | 2               | 1               | 0               | 1               | -                  | -                  | -                  | -                  | -                  | -           | -           | -           | -           | -           | 41     | 15     | 16     | 10     | 36,59      | 8º                       |
| 2022-gen. 2023     | Cremonese          | A                  | 18         | 0          | 7          | 11         | CI              | 2               | 2               | 0               | 0               | -                  | -                  | -                  | -                  | -                  | -           | -           | -           | -           | -           | 20     | 2      | 7      | 11     | 10,00      | Eson.                    |
| lug.-nov. 2023     | Spezia             | B                  | 13         | 1          | 7          | 5          | CI              | 2               | 0               | 2               | 0               | -                  | -                  | -                  | -                  | -                  | -           | -           | -           | -           | -           | 15     | 1      | 9      | 5      | &6,67      | Eson.                    |
| 2024-2025          | Cosenza            | B                  | 34         | 6          | 12         | 16         | CI              | 1               | 0               | 0               | 1               | -                  | -                  | -                  | -                  | -                  | -           | -           | -           | -           | -           | 35     | 6      | 12     | 17     | 17,14      | Eson., Sub., 20º (retr.) |
| 2025-2026          | Frosinone          | B                  | 0          | 0          | 0          | 0          | CI              | 1               | 1               | 0               | 0               | -                  | -                  | -                  | -                  | -                  | -           | -           | -           | -           | -           | 1      | 1      | 0      | 0      | 100,00&    | in corso                 |
| Totale carriera    | Totale carriera    | Totale carriera    | 735        | 265        | 245        | 225        |                 | 47              | 22              | 9               | 16              |                    | -                  | -                  | -                  | -                  |             | -           | -           | -           | -           | 782    | 287    | 254    | 241    | 36,70      |                          |

## Palmarès

### Allenatore

#### Club

##### Competizioni regionali
- Promozione: 2

Quarrata: 2006-2007
Tuttocuoio: 2008-2009
- Eccellenza: 1

Tuttocuoio: 2009-2010
- Coppa Italia Dilettanti Toscana: 1

Tuttocuoio: 2009-2010

##### Competizioni interregionali
- Serie D: 1

Tuttocuoio: 2012-2013 (girone D)

##### Competizioni nazionali
- Coppa Italia Dilettanti: 1

Tuttocuoio: 2009-2010

#### Individuale
- Panchina d'oro Serie C: 1

2019-2020